# David Lindsay (upptäcktsresande)
David Lindsay, född 21 juni 1856 i Goolwa, South Australia, död 17 december 1922 i Darwin, Northern Territory, var en australisk lantmätare och upptäcktsresande.
Lindsay, som var verksam som lantmätare i South Australia, undersökte 1885-86 områdena i det inre av Australien, öster om den transkontinentala telegraflinjen, bereste 1887-88 gruvdistrikten i Northern Territory och undersökte 1889 gruvdistriktet vid Alice Springs.
Han ledde 1891-92 i en av sir Thomas Elder i Adelaide på bästa sätt utrustad expedition (med bland annat 40 kameler), i syfte att studera Victoriaöknen i Western Australia. Expeditionen lyckades dock endast att genomkorsa en liten del av öknen och nådde efter fem månader fram till Esperance Bay, varifrån ett nytt misslyckat försök att tränga in i landets inre gjordes. År 1893 ledde Lindsay återigen en av Elder utrustad expedition i syfte att undersöka inlandets öknar.